# Американський університет
Американський університет — американський приватний гуманітарний університет, розташований у місті Вашингтон, округ Колумбія.

## Історія
Університет було створено відповідно до акту Конгресу 5 грудня 1892 року переважно завдяки зусиллям методистського єпископа Джона Флетчера Герста. Офіційно університет було відкрито 15 травня 1914. Перші заняття почались 6 жовтня того ж року, коли було зараховано 28 студентів (19 із них — до аспірантури, 9 — на спеціалістів). Перший випуск відбувся 2 червня 1915, другий — 2 червня 1916, коли було вручено один диплом магістра і два докторів наук.